# Fridel Köhne
Fridel Köhne, als Drehbuchautorin auch Friedel Köhne/Koehne, (* 26. Juni 1890 als Frieda Christine Ottilie Hacker in Hamburg; † 23. Dezember 1966 ebenda) war eine deutsche Schriftstellerin und Drehbuchautorin.
Fridel Köhne war u. a. für die Vera-Filmwerke tätig.

## Werke
- Das große Geschäft (Roman), 1916
- Der Schellenträger (Roman), 1919
- Ein Mann von fünfzig Jahren (Roman), 1931
- Die Sumpfhanne (Roman), 1939
- Der Familienschmuck (Roman), 1940
- Ein Jahr des Glücks (Roman), 1941

## Filmografie
- 1918: Das Gürtelschloß der Senahja (Drehbuch). Regie: Emmerich Hanus.
- 1918: Die Krone des Lebens (Drehbuch). Regie: Otto Rippert.
- 1918: Der Fluch des Nuri (Drehbuch zs. mit Hans Brennert). Regie: Carl Boese.
- 1918: Paulchens Millionenkuss (Drehbuch). Regie: Heinrich Bolten-Baeckers.
- 1918/19: Nocturno der Liebe (Drehbuch). Regie: Carl Boese.
- 1919: Erste Liebe (Drehbuch zs. mit Hans Brennert). Regie: Arthur Günsburg.
- 1919: Die Geisha und der Samurai (Drehbuch zs. mit Hans Brennert). Regie: Carl Boese.
- 1919: Seelenverkäufer. Das Schicksal einer Deutsch-Amerikanerin (Drehbuch zs. mit Hans Brennert). Regie: Carl Boese. Verboten.
- 1919: Gepeitscht (Drehbuch zs. mit Hans Brennert). Regie: Carl Boese.
- 1919: Malaria. Urlaub vom Tode (Drehbuch zs. mit Hans Brennert). Regie: Rochus Gliese.
- 1919: Die Sumpfhanne (Drehbuch). Regie: Carl Boese.
- 1919: Darwin. Die Abstammung des Menschen vom Affen (Drehbuch zs. mit Hans Brennert). Regie: Fritz Bernhardt.
- 1919/20: Erpreßt (Drehbuch). Regie: Carl Boese.
- 1919/20: Das Medaillon der Lady Sington (Regie, Drehbuch).
- 1919/20: Können Gedanken töten? Gefesselte Menschen (Drehbuch). Regie: Alfred Tostary.
- 1920: Mein Mann, der Nachtredakteur (Drehbuch zs. mit Hans Brennert). Regie: Urban Gad.
- 1920: Algol. Tragödie der Macht (Drehbuch zs. mit Hans Brennert). Regie: Hans Werckmeister.
- 1920: Die Tophar-Mumie (Drehbuch). Regie: Johannes Guter.
- 1921: Ebbe und Flut (Drehbuch zs. mit Martin Hartwig). Regie: Martin Hartwig. – Vera-Filmwerke
- 1921: Der Schrecken der roten Mühle (Drehbuch). Regie: Carl Boese.
- 1922: Heinrich Heines erste Liebe (Drehbuch zs. mit Lissy Reinke). Regie: Eva Christa. – Vera-Filmwerke
- 1925: Zersprengte Ketten (Drehbuch zs. mit Hans Brennert). Regie: Carl Boese. Neufassung von Seelenverkäufer (1919). Mehrfach verboten.